# Konstantinovy Lázně
Konstantinovy Lázně (en allemand : Konstantinsbad) est une commune du district de Tachov, dans la région de Plzeň, en République tchèque. Sa population s'élevait à 896 habitants en 2022.

## Géographie
Konstantinovy Lázně se trouve à 22 km à l'est-sud-est de Mariánské Lázně, à 27 km à l'est-nord-est de Tachov, à 33 km au nord-ouest de Plzeň et à 107 km à l'ouest-sud-ouest de Prague.
La commune est limitée par Bezdružice au nord, par Ostrov u Bezdružic et Křelovice (district de Plzeň-Nord) à l'est, par Cebiv au sud, et par Horní Kozolupy et Kokašice à l'ouest.

## Histoire
Le premier bâtiment de la station thermale a été construit sur une source sulfureuse en 1803.

## Administration
La commune se compose de huit sections :
- Konstantinovy Lázně ;
- Břetislav ;
- Dlouhé Hradiště ;
- Nová Ves ;
- Okrouhlé ;
- Hradiště Poloučany ;
- Potín ;
- Šipín.

## Galerie

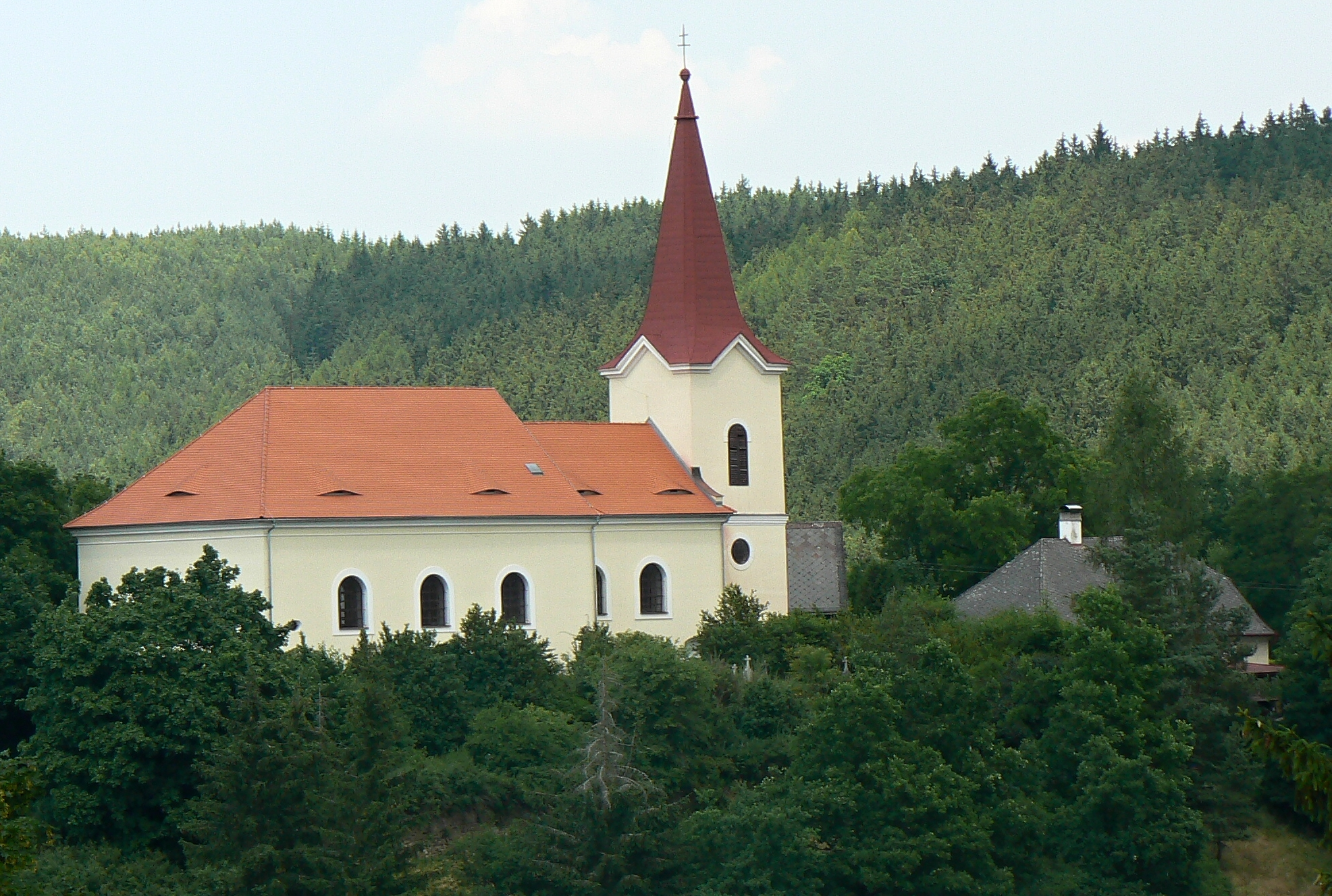
Šipín : église Sainte-Barbara.
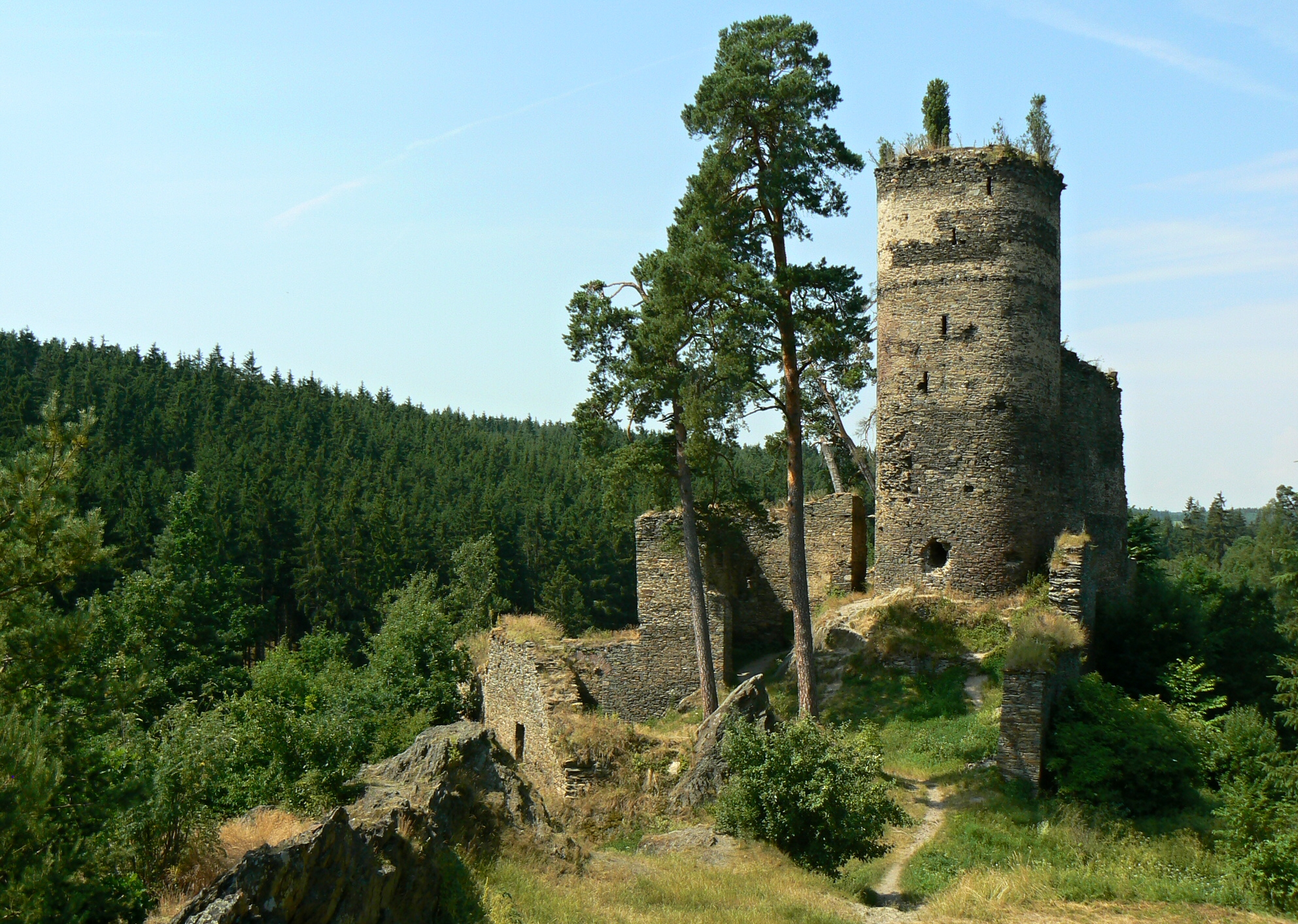
Ruines du château de Gutštejn.

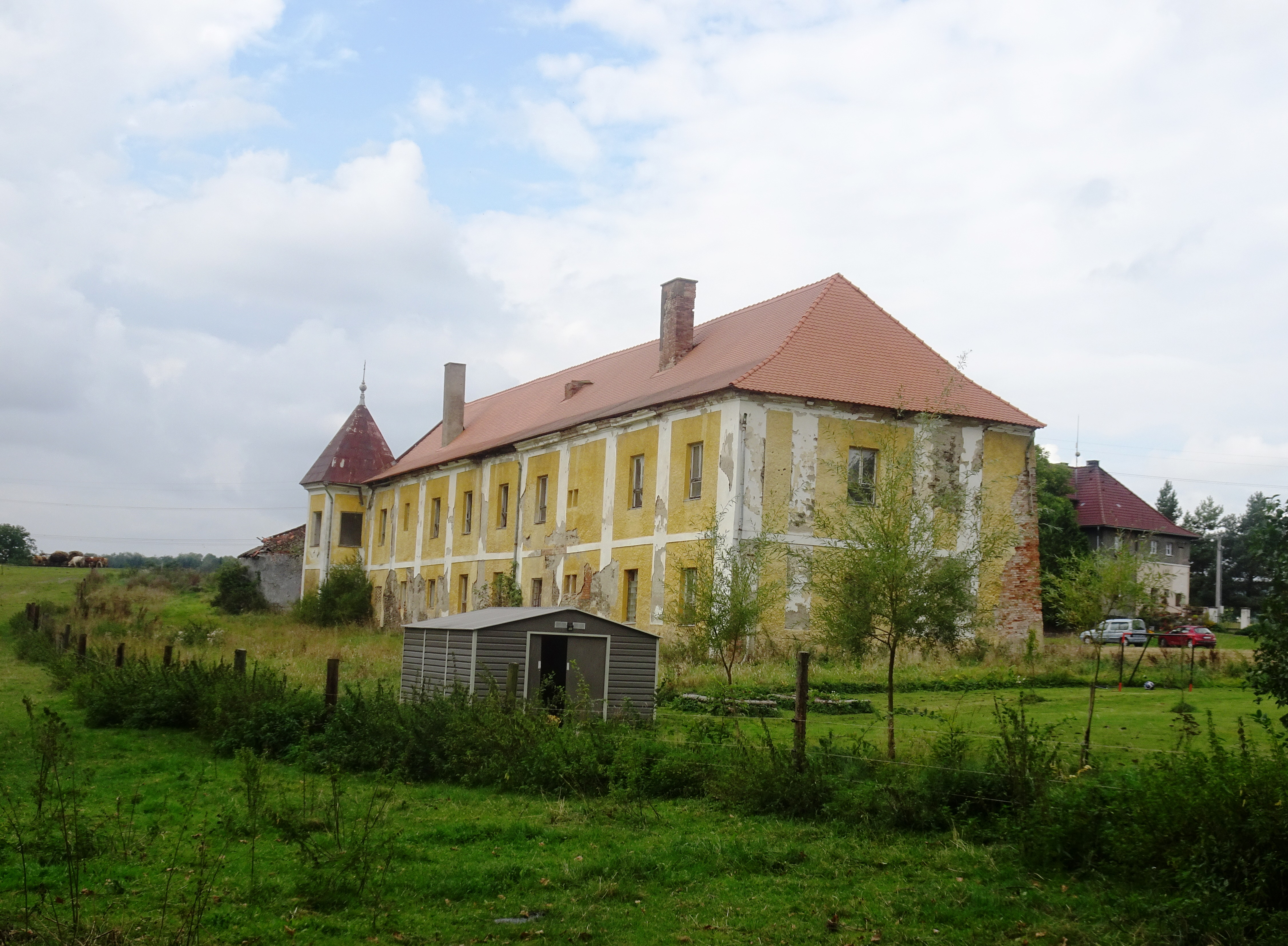
Okrouhlé Hradiště : château de Daňkov.
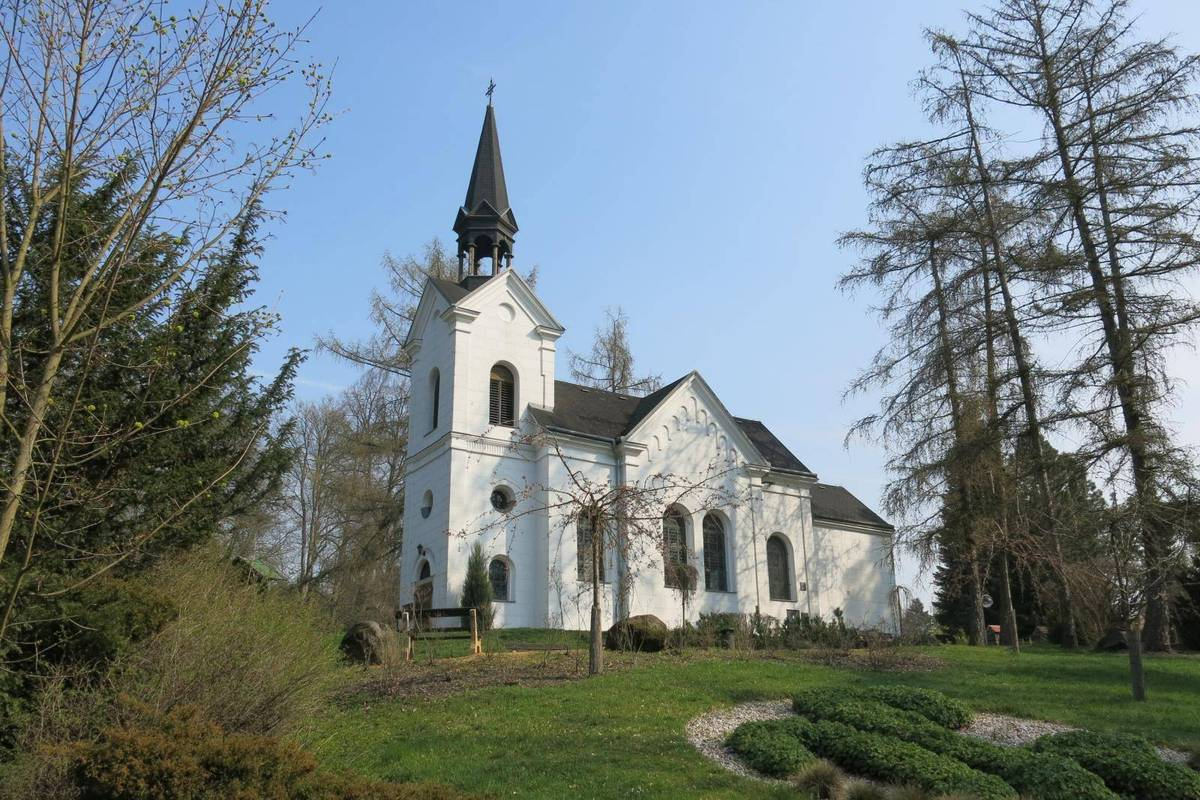
Église Notre Dame de Lourdes.

## Transports
Par la route, Konstantinovy Lázně se trouve à 19 km de Stříbro, à 33 km de Tachov, à 42 km de Plzeň  et à 134 km de Prague. 